# Prosthemadera novaeseelandiae
Prosthemadera novaeseelandiae là một loài chim trong họ Meliphagidae.

## Phân loài
- P. n. chathamensis
- P. n. kermadecensis
- P. n. novaeseelandiae